# Пол Мајом Акеч
Пол Мајом Акеч (енгл. Paul Mayom Akech) је министар за наводњавање и водене ресурсе у Влади Јужног Судана. На позицију је постављен 10. јула 2011. од стране председника државе и премијера Салве Кира Мајардита. Мандат министра је у трајању од пет година. Претходно је обављао функције министра унутрашњих послова (2006-2009) и информација и радиодифузије (2009-2010) у Влади Аутономног региона Јужни Судан од 2005. до 2010. године.
Основну школу завршио је у Румбеку 1964. године, а другостепено образовање стекао је у Ваву и Малакалу (1969-1975). Године 1977. приступио је Универзитету у Картуму где је дипломирао 1981. као правник. Има три жене и дванаесторо деце.